# Papiermühle (Markgröningen)

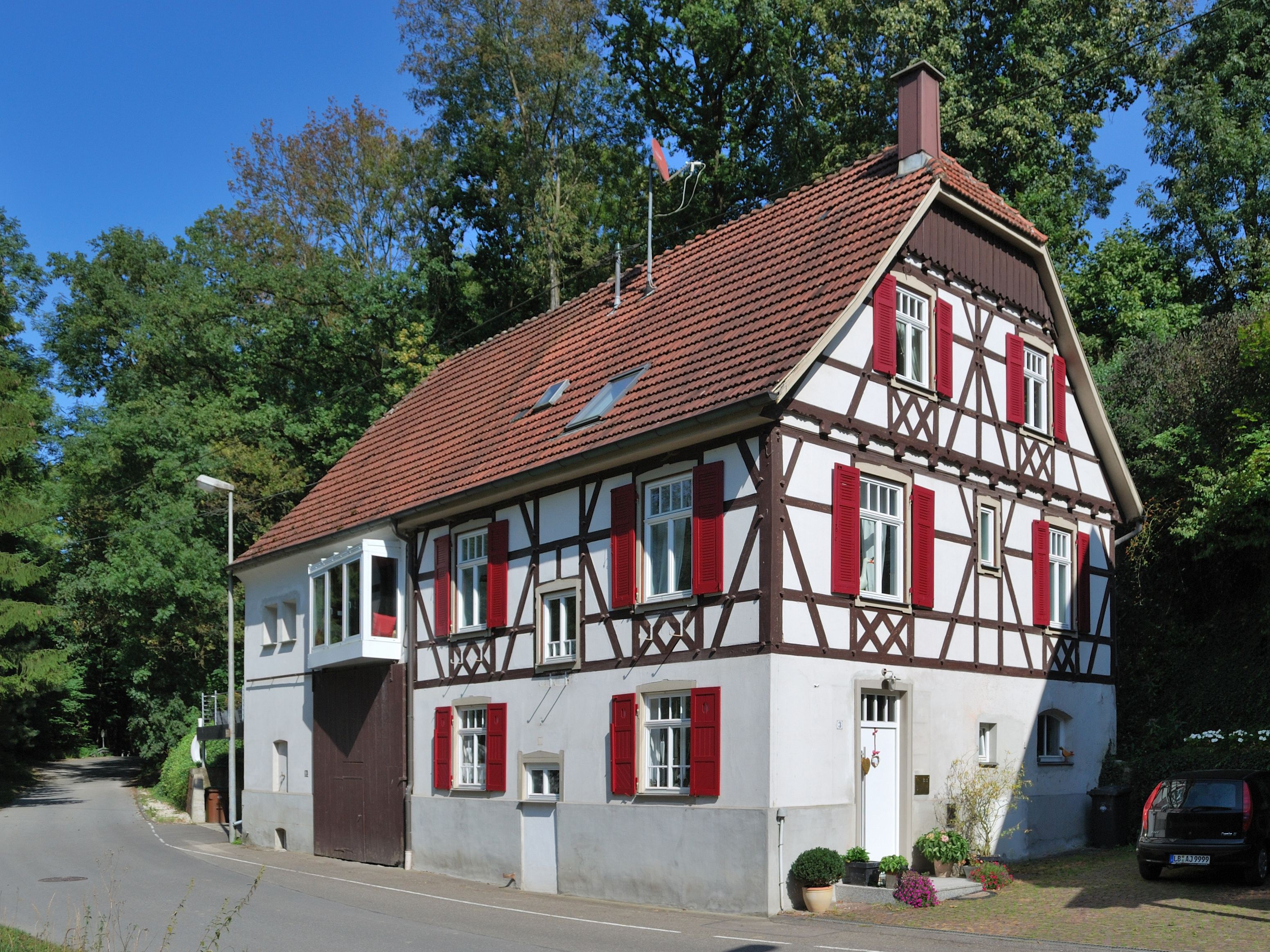
Wohnhaus der Papiermühle

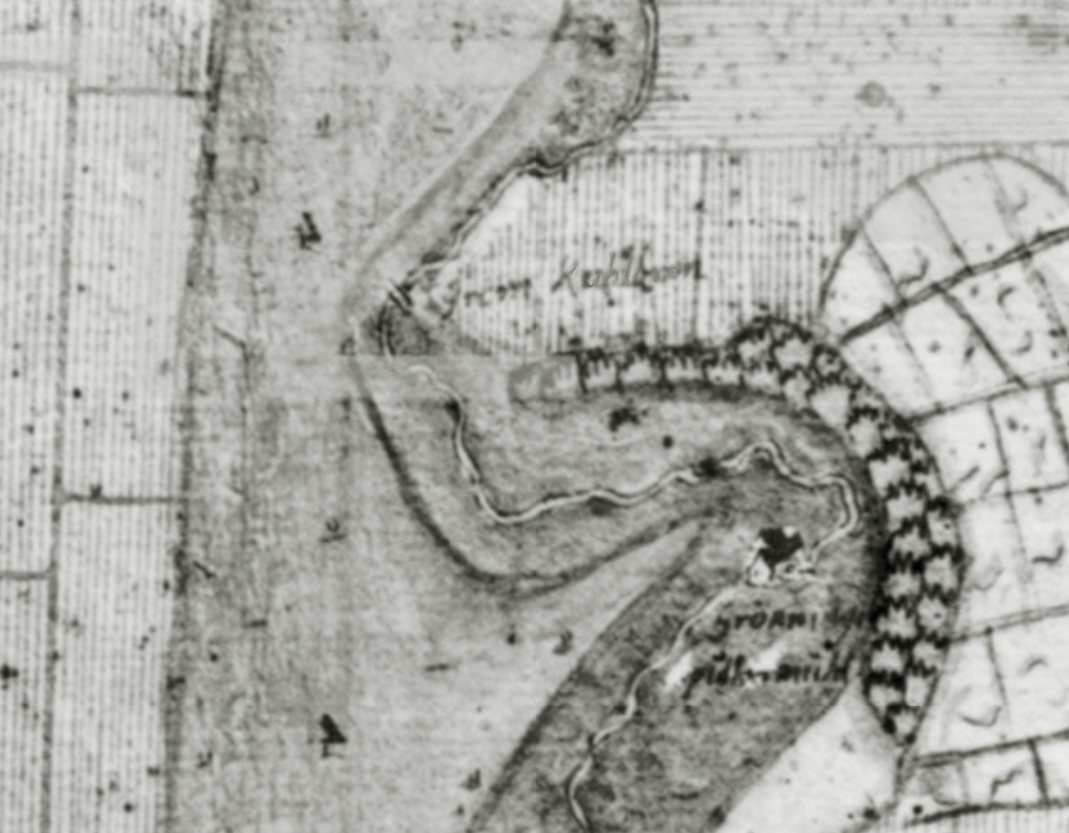
Standort der Pulvermühle in der gesüdeten Forstkarte von 1682

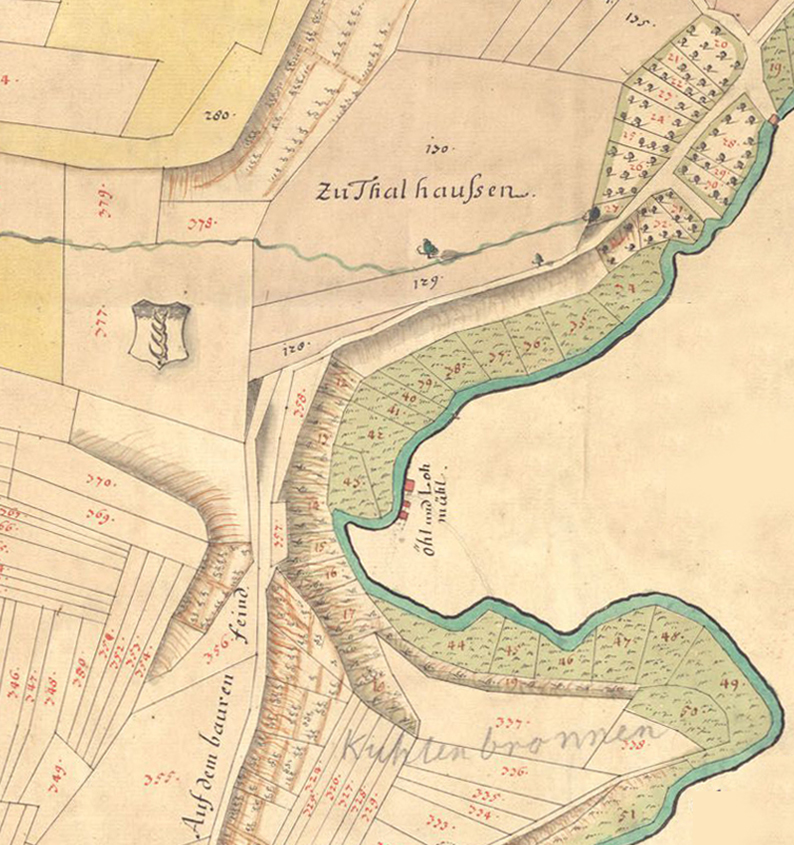
Öl- und Lohmühle auf der Grüninger Außfeldkarte (links der Glems) von 1752. Der Mühlkanal rechts der Glems ist nicht eingezeichnet.

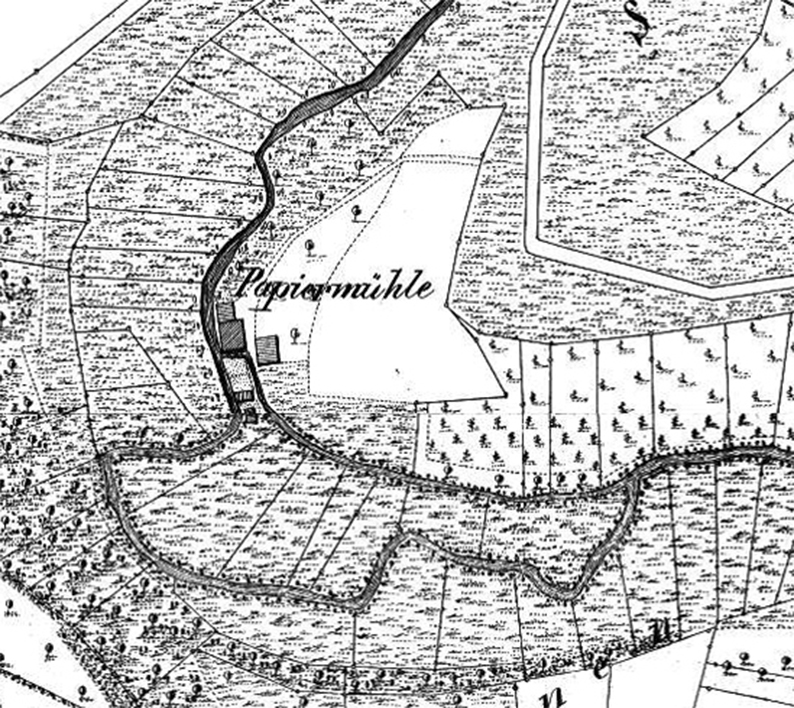
Gebäude und Mühlgraben der Papiermühle auf der Urflurkarte (1831)

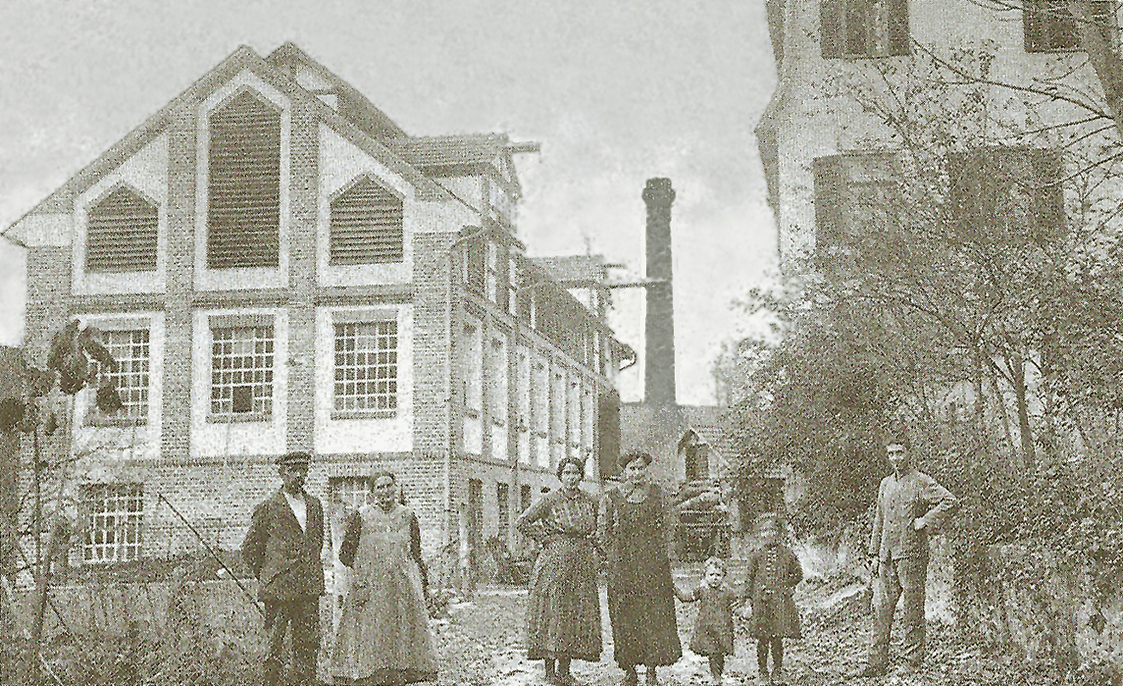
Familie Friederich vor dem 1911 erbauten, 1969 aufgegebenen und 1971 abgerissenen Fabrikgebäude

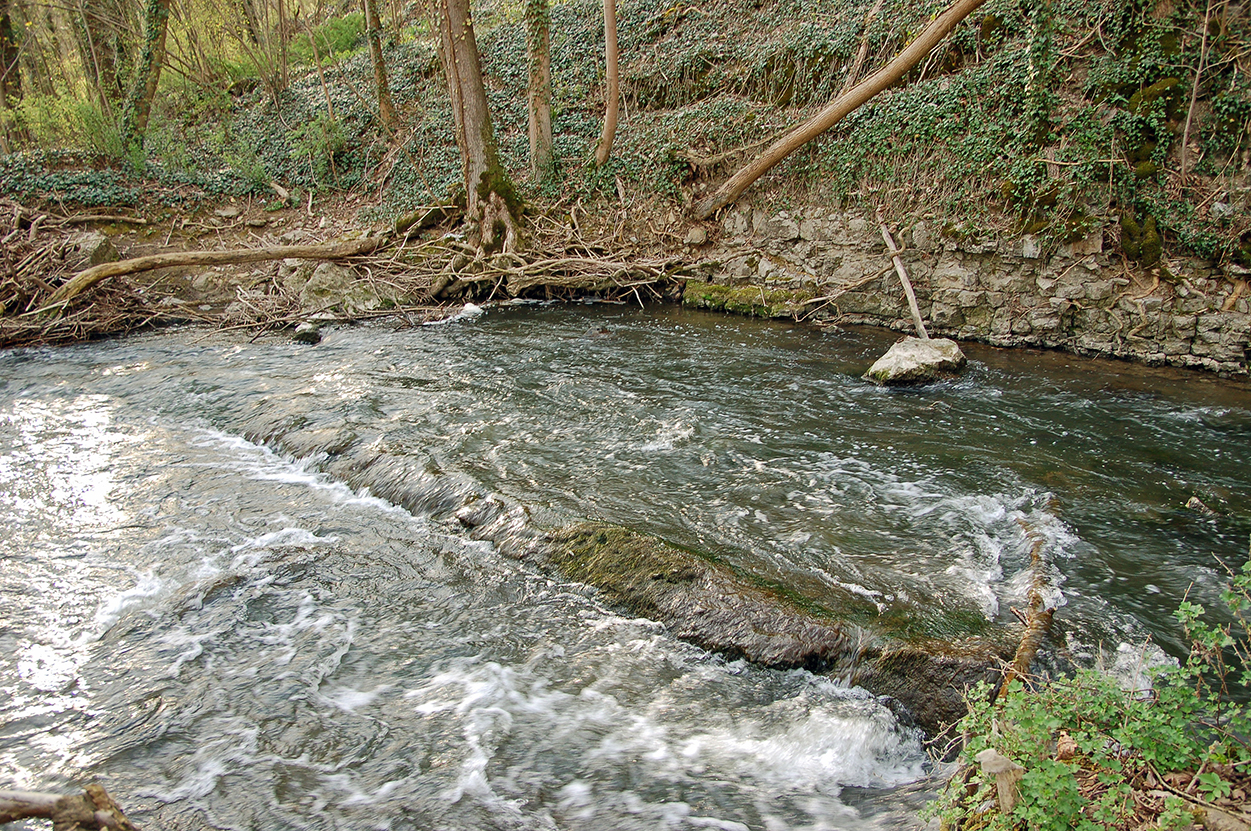
Rest des Wehrs am Abzweig des zugeschütteten Mühlkanals

Die Papiermühle war zuvor eine Pulvermühle, dann eine mit Wasserkraft betriebene Papiermanufaktur und später eine Pappenfabrik an der Glems oberhalb des Markgröninger Stadtteils Talhausen.

## Geschichte

### Startschwierigkeiten
Die Papiermühle wurde im Jahr 1787 anstelle der 1662 erbauten und später durch eine „Öhl- und Lohmühl“ ersetzten Pulvermühle zwischen den Gewannen Kühlenbronn und zu Thalhausen errichtet. Seit 1788 stellte hier der aus Enzberg (Mühlacker) stammende Papiermüller Antonius Boden aus eingeweichten Lumpen, die mit Wasserkraft zerfasert wurden, handgeschöpftes Papier her. Trotz Steuernachlässen, reicher Mitgift und einer Bürgschaft seines Schwiegervaters Andreas Schell konnte der erste Papierer Markgröningens die erforderlichen Investitionen jedoch nicht refinanzieren und ging alsbald in Insolvenz. Dieses Schicksal ereilte auch fast seinen Bürgen, der sich schwer tat, einen soliden Nachfolger als Pächter zu finden, und die Papiermühle 1801 für 2800 Gulden an den „Pappier-Fabricant“ Theodor Kober aus Pfullingen verkaufte. Anfang 1803 erwarb Jakob Dachtel den Betrieb und die Hälfte einer etwas weiter flussaufwärts im Gewann Kühlenbronnen gelegenen Hanfreibe für 4000 Gulden, um sie seinem angehenden Schwiegersohn Immanuel Färber aus Dettingen an der Erms zu übertragen.

### Aufschwung und Niedergang
Immanuel Faerber war der erste Markgröninger Papierer, der eine wirtschaftliche Produktion erzielte und den Betrieb zu den bedeutenderen Papiermühlen in Württemberg machte. Er hatte zwei Bütten zur Verfügung und beschäftigte sechs Arbeiter, die insbesondere Flies- und Druckpapier herstellten.
Die Oberamtsbeschreibung von 1859 führt allerdings nur noch zwei bis drei Mitarbeiter auf, obwohl der Betrieb damals auch die Untere Lohmühle „zunächst“ der Papiermühle und eine Hanfreibe umfasste.
Die Pappenfabrik ist im Laufe des 19. Jahrhunderts zweimal abgebrannt und neu aufgebaut worden. Nach 1860 wurden hier Pappendeckel auf der Basis von Altpapier hergestellt. Nach einem erneuten Brand im Jahr 1911 wurde ein neues Fabrikgebäude erstellt und das bis dahin verwendete mittelschlächtige Zellenrad durch eine Francis-Turbine ersetzt.
Die Fabrik befand sich seit 1897 im Besitz der Familie Friederich, die sich anfangs auf Schuhsohlen und Rückwände für Radiogeräte spezialisierte. Zuletzt produzierte sie täglich vier bis fünf Tonnen Kisten- und Hartpappe.
Die Fabrik geriet 1967 in Konkurs und wurde 1969 geschlossen. 1971 wurde das Fabrikgebäude abgerissen, der Mühlkanal verfüllt und das Wehr beseitigt.

## Relikte
Heute stehen nur noch die einst zur Fabrik gehörenden Wohnhäuser Papiermühle 1 und 3. Die abgebildete Papiermühle 3 steht unter Denkmalschutz. Auf die ehemalige Papiermühle und ihre damaligen Besitzer weist die Türinschrift der Papiermühle 1 hin: Immanuel Faerber, C(atharina) Faeberin, 1811. Zwischen den beiden Wohnhäusern befindet sich eine eingelassene Bodenplatte, die auf den Mühlenbrand und den anschließenden Wiederaufbau hinweist. In der Glems finden sich noch Reste des Wehrs am ehemaligen Abzweig des zugeschütteten Mühlkanals.